# Hermathena candidata
Hermathena candidata is een vlindersoort uit de familie van de prachtvlinders (Riodinidae), onderfamilie Riodininae.
Hermathena candidata werd in 1874 beschreven door Hewitson.